# Direkt effekt
Direkt effekt är en särskild princip inom Europeiska unionen som innebär att en bestämmelse i unionsrätten kan åberopas av enskilda inför en nationell domstol likt en nationell lag, även utan att bestämmelsen har införlivats i den nationella rättsordningen. Den direkta effekten är en kännetecknande egenskap hos unionsrätten som gör den till en distinkt rättsordning i internationell rätt. Alla bestämmelser i unionsrätten har dock inte direkt effekt, utan den direkta effekten beror på typen av rättsakt och huruvida en bestämmelse skapar en ovillkorlig och tillräckligt precis rättighet som tillkommer enskilda.
Unionsrättens direkta effekt grundar sig på rättspraxis som fastställdes för första gången av EG-domstolen, sedermera EU-domstolen, genom dess dom i målet Van Gend & Loos mot Nederländerna den 5 februari 1963. Domstolen slog då fast att unionsrätten inte enbart skapar skyldigheter mellan unionens medlemsstater, utan ger i vissa fall även upphov till ”individuella rättigheter för enskilda som det åligger de nationella domstolarna att skydda”. Senare har domstolen även fastställt företrädesprincipen, som innebär att unionsrätten äger företräde framför nationell rätt om en bestämmelse i den nationella lagstiftningen skulle visa sig vara oförenlig med den. I enlighet med principen om lojalt samarbete är medlemsstaterna skyldiga att inte hindra unionsrättens direkta effekt.
Den direkta effekten syftar till att säkerställa att unionsrätten tillämpas ändamålsenligt och att rättigheter som skapas på europeisk nivå upprätthålls. Principen om direkt effekt är allmänt accepterad bland nationella domstolar inom unionen. Det åligger de nationella domstolarna att tillämpa unionsrätten fullt ut och för detta ändamål begära förhandsavgöranden från EU-domstolen när unionsrätten behöver tolkas i enskilda mål i vilka den är tillämplig.

## Tillkomst och innebörd
En bestämmelse som har direkt effekt kan åberopas av enskilda inför en nationell domstol likt en nationell lag. Detta är normalt inte fallet för internationell rätt, till exempel måste internationella avtal vanligtvis införlivas i den nationella lagstiftningen för att få full rättsverkan. Direkt effekt är inte heller en princip som uttryckligen finns återgiven i unionens fördrag. I sin dom i målet Van Gend & Loos mot Nederländerna den 5 februari 1963 konstaterade dock EG-domstolen, sedermera EU-domstolen, att bildandet av Europeiska ekonomiska gemenskapen, sedermera Europeiska unionen, utgör ”en ny rättsordning inom folkrätten till vars förmån staterna, låt vara på begränsade områden, har inskränkt sina suveräna rättigheter och som inte enbart medlemsstaterna utan även dessas medborgare lyder under”. Genom domen fastställde domstolen att enskilda bestämmelser i gemenskapsrätten, sedermera unionsrätten, kan åberopas av enskilda inför de nationella domstolarna om vissa villkor är uppfyllda.

### Van Gend & Loos-kriterierna
I sin dom i målet Van Gend & Loos mot Nederländerna slog EG-domstolen fast att en bestämmelse i fördragen har direkt effekt om den skapar en rättighet för enskilda som
- är ovillkorlig och tillräckligt precis, och
- inte kräver kompletterande åtgärder på europeisk eller nationell nivå.

En rättighet uppkommer inte enbart genom att detta uttryckligen fastställs i unionsrätten, utan också genom de skyldigheter som unionsrätten ålägger enskilda, medlemsstaterna och institutionerna inom Europeiska unionen. EU-domstolen har genom senare rättspraxis även preciserat villkoren för att bestämmelser i rättsakter ska ha direkt effekt.
För vissa rättsakter, särskilt direktiv, är den direkta effekten begränsad till att vara vertikal. Vertikal direkt effekt innebär att rättsaktens bestämmelser endast kan åberopas gentemot det offentliga, och inte andra fysiska eller juridiska personer. En rättsakt med fullständig direkt effekt har däremot både vertikal och horisontell direkt effekt, det vill säga dess bestämmelser kan åberopas även mot fysiska och juridiska personer likt en nationell lag.

## Direkt effekt för olika typer av rättsakter
Den direkta effekten varierar beroende på typ av rättsakt. Enligt EU-domstolens rättspraxis är det inte tillvägagångssättet för genomförandet av en rättsakts rättsverkan som är det centrala för att avgöra om dess bestämmelser har direkt effekt, utan huruvida en bestämmelse ger upphov till rättsligt bindande rättigheter (eller skyldigheter).

### Fördrag och internationella avtal
Enligt EU-domstolens rättspraxis är fördragen rättsligt bindande för både medlemsstaterna och enskilda. En bestämmelse i unionens fördrag som skapar en rättighet för enskilda har därför fullständig direkt effekt om den uppfyller Van Gend & Loos-kriterierna, det vill säga är ovillkorlig, tillräckligt precis och inte kräver kompletterande åtgärder på europeisk eller nationell nivå. Andra bestämmelser, som inte är ovillkorliga och tillräckligt precisa, saknar direkt effekt. Utöver fördragen kan även allmänna principer inom unionsrätten ha direkt effekt.
Även en bestämmelse i ett internationellt avtal mellan Europeiska unionen och en annan part kan ha direkt effekt om den, med hänsyn till dess ordalydelse samt till avtalets syfte och art, innebär en klar och precis skyldighet vars fullgörande eller verkningar inte är beroende av utfärdandet av ytterligare rättsakter.

### Förordningar
En förordning är direkt tillämplig enligt fördragen och dess bestämmelser är därmed till sin rättsliga karaktär ämnade att ha fullständig direkt effekt. En bestämmelse i en förordning som skapar en rättighet för enskilda har därför i allmänhet fullständig direkt effekt. Detta förutsätter dock att bestämmelsen inte är villkorad med att medlemsstaterna måste vidta vissa nationella genomförandeåtgärder. Bestämmelser som inte skapar rättigheter för enskilda saknar direkt effekt, även om de utgör en del av en förordning.

### Direktiv och beslut
Till skillnad från fördrag och förordningar är ett direktiv endast rättsligt bindande för medlemsstaterna, som är skyldiga att införliva direktivets bestämmelser i sina nationella rättsordningar för att ge dem full rättsverkan. Ett direktiv är således till sin rättsliga karaktär inte ämnat att ha direkt effekt. Enligt EU-domstolens rättspraxis kan en bestämmelse i ett direktiv som skapar en rättighet för enskilda dock ha direkt effekt om direktivet inte har införlivats i tid eller inte har införlivats korrekt av en medlemsstat och bestämmelsen är ovillkorlig och tillräckligt precis. I synnerhet kan en medlemsstat inte åberopa gentemot enskilda sin egen underlåtenhet att införliva ett direktiv korrekt. Den direkta effekten är dock begränsad till att vara vertikal eftersom direktivet endast är rättsligt bindande för medlemsstaterna och inte för enskilda. Däremot kan en bestämmelse i ett direktiv som inte har införlivats korrekt ha indirekt effekt gentemot enskilda. En medlemsstat kan inte åberopa en bestämmelses direkta effekt som skäl för att inte införliva ett direktiv korrekt. Ett felaktigt införlivat direktiv kan i vissa fall ge upphov till skadeståndsansvar för det offentliga.
En bestämmelse i ett beslut som skapar en rättighet för enskilda kan ha direkt effekt gentemot den eller de som beslutet är riktat till. En bestämmelse i ett beslut som skapar en rättighet för enskilda och som är riktat till en medlemsstat kan ha vertikal direkt effekt om den uppfyller Van Gend & Loos-kriterierna, det vill säga är ovillkorlig, tillräckligt precis och inte kräver kompletterande åtgärder på europeisk eller nationell nivå. I likhet med direktiv saknar däremot bestämmelser i ett beslut som är riktat till medlemsstaterna horisontell direkt effekt eftersom en sådan rättsakt inte är rättsligt bindande för enskilda.

### Rekommendationer och yttranden
Rekommendationer och yttranden är icke-bindande rättsakter och saknar därför direkt effekt. Däremot kan en bestämmelse i en rekommendation eller i ett yttrande ha indirekt effekt.